# Enrique Iglesias: 95/08 Exitos
Enrique Iglesias: 95/08 Exitos è l'undicesimo album (ed il terzo greatest hits) del cantante spagnolo Enrique Iglesias pubblicato nel 2008.  Nell'album sono compresi due brani inediti Donde Están Corazón e Lloro Por Ti.

## Tracce
1. Si Tú Te Vas
2. Experiencia Religiosa
3. Por Amarte
4. No Llores Por Mí
5. Trapecista
6. Enamorado Por Primera Vez
7. Sólo En Tí
8. Miente
9. Esperanza
10. Nunca Te Olvidaré
11. Rhythm Divine
12. Heroe
13. Escapar
14. Mentiroso
15. Quizas
16. Para Qué La Vida
17. Dímelo
18. Dónde Están Corazón
19. Lloro Por Ti

## Classifiche
| Classifica (2008) | Posizione più alta |
| ----------------- | ------------------ |
| Messico           | 2                  |
| Portogallo        | 26                 |
| Spagna            | 12                 |
| Stati Uniti       | 18                 |